# Космическая гонка

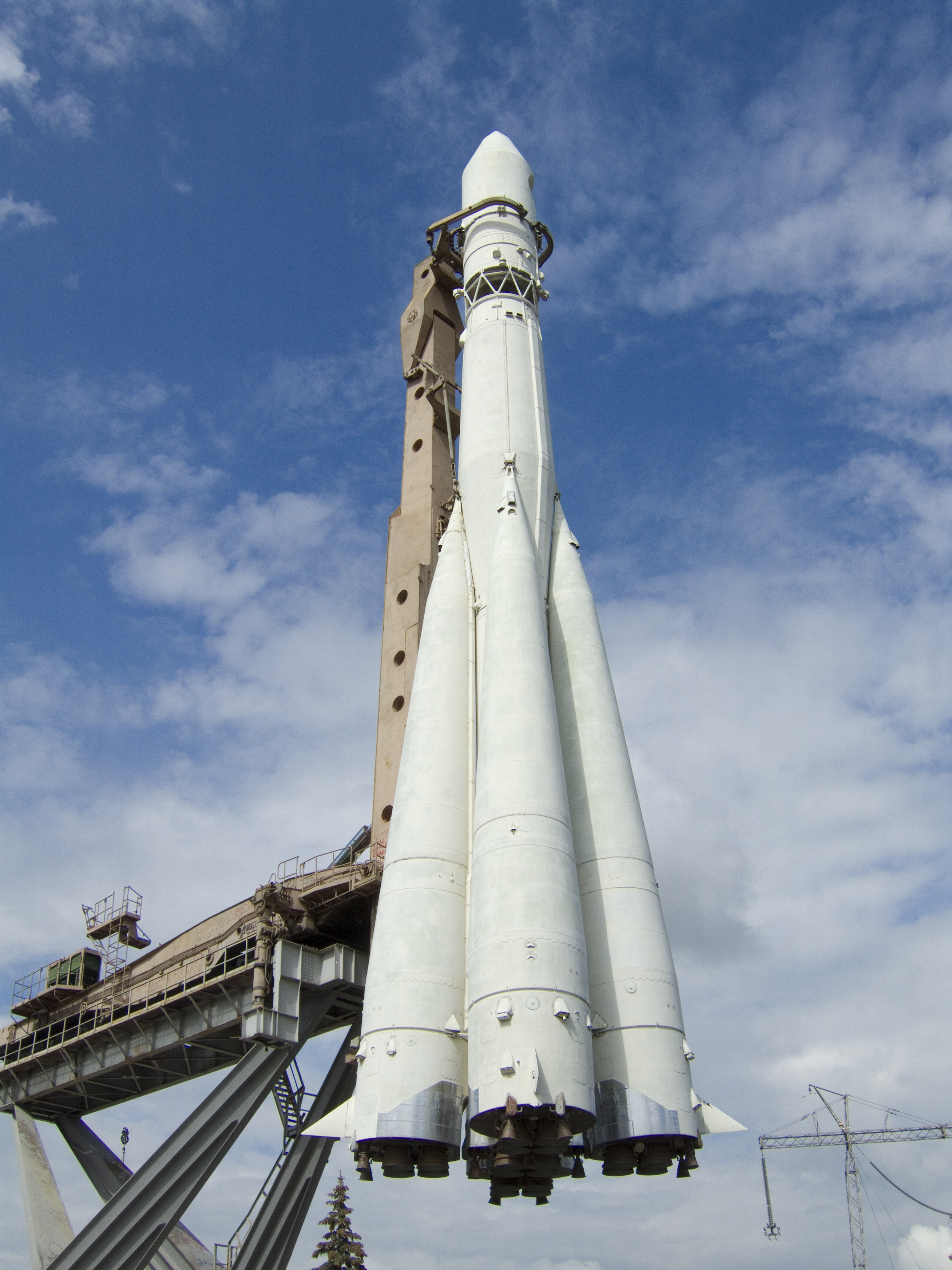
Копия РН «Восток», являющейся модификацией РН «Спутник»

«Космическая гонка» (англ. Space Race) — соперничество в области освоения космоса между СССР и США, в период с 1957 года по 1988 год.
В число событий гонки в космосе входят запуски искусственных спутников, полёты в космос животных и человека, а также высадка на Луну. Побочный эффект Холодной войны. Термин получил на Западе своё название по аналогии с гонкой вооружений. «Космическая гонка» стала важной частью культурного, технологического и идеологического противостояния между СССР и США в период Холодной войны. Это было обусловлено тем, что космические исследования имели не только большое значение для научных и военных разработок, но и заметный пропагандистский эффект, когда достижение различных рекордов в космонавтике было отдельной самоцелью как часть технологического превосходства. Старт гонке был дан 4 октября 1957 года, когда Советским Союзом был запущен первый искусственный спутник Земли «Спутник-1». В ходе большой космической гонки СССР и США стали первыми и главными «космическими державами», способными выводить на орбиту спутники своими ракетами-носителями, и «космическими сверхдержавами», начавшими пилотируемые космические полёты.

## Предыстория
Столетиями люди интересовались ракетами и их использованием. В Китае их применяли в военном деле со времён династии Сун, а уже в XIX веке примитивные ракеты довольно широко применялись и на суше и на море.

### Циолковский
В 1880-х гг русским учёным Константином Циолковским была разработана теория многоступенчатой жидкотопливной ракеты, способной достичь орбиты и летать в космосе (космическая ракета). Ракетные ступени и формула Циолковского до сих пор используется в разработках космических ракет. Также Циолковский сделал первое теоретическое описание искусственного спутника.

### Советские разработки
Первой советской научно-исследовательской и опытно-конструкторской организацией по разработке ракетных двигателей и ракет явилась государственная организация — Газодинамическая лаборатория (ГДЛ), созданная в 1921 г. До 30-х годов в СССР разрабатывались ракеты на твёрдом топливе.
В этот же период ведётся подготовка теоретической базы создания космической ракеты — в 1929 году издаётся труд Константина Циолковского «Космические ракетные поезда», в котором впервые теоретически изложена технология ступеней космической ракеты, необходимых для вывода автоматических станций или экипажа космического корабля на орбиту Земли.
Осенью 1931 года при Осоавиахиме были организованы московская (ГИРД) и ленинградская группы изучения реактивного движения, объединявшие на общественных началах энтузиастов ракетного дела. ГИРД, получившая название центральной, оказывала помощь группам и кружкам по изучению реактивного движения в других городах СССР. В 1934 году ГИРД и ГДЛ были объединены в Реактивный научно-исследовательский институт (РНИИ). Пропагандистские и просветительные функции возложены на вновь организованную Реактивную группу Центрального совета Осоавиахима, успешно продолжавшую работать до конца 1930-х годов и создавшую ряд оригинальных небольших экспериментальных ракет.
Ракета 09 — ракета на гибридном топливе (первая в СССР ракета на гибридном топливе). Разработана в ГИРД под руководством С. П. Королёва по проекту М. К. Тихонравова. Запуск состоялся 17 августа 1933 года.
ГИРД-X — первая советская жидкостная ракета. Создана МосГИРД под руководством С. П. Королёва. Исходные проработки проекта выполнены Ф. А. Цандером. Пуск осуществлен 25 ноября 1933 года с двигателем 10.
Конструкция ГИРД-Х получила развитие в более совершенных советских ракетах, созданных в 1935—1937 годах.
В период Второй мировой войны разработки космической ракеты были приостановлены, ракетная промышленность и научный персонал занимались разработкой ракет-снарядов для военных нужд ракетной артиллерии.
По окончании Второй мировой войны США сбрасывают ядерные бомбы на Японию и перед СССР встаёт острая необходимость в разработках баллистических ракет в целях военного паритета и ядерного сдерживания. В связи с чем Советский Союз стал проводить испытания приближённых аналогов немецких баллистических ракет ФАУ-2 — Р-1. Для этих целей в Казахстане был основан первый в мире космодром.

Модель космической ракеты Р-7 1957 года

К 1957 году в СССР была создана первая в мире многоступенчатая космическая ракета Р-7, способная уже не только выполнять функции баллистической ракеты, но и выводить на орбиту Земли космические приборы, животных и людей.
4 октября и 3 ноября этого же года в Советском Союзе при помощи Р-7 на орбиту Земли были доставлены первые искусственные спутники. С этого момента официально начинается космическая гонка между СССР и США.

### Немецкие разработки
После Первой мировой войны по условиям Версальского договора Германии было запрещено иметь дальнобойную артиллерию, поэтому командование рейхсвера проявляло интерес к ракетному оружию. С середины 1920-х годов немецкие инженеры экспериментировали с ракетами и к 1942 году, благодаря Вернеру фон Брауну, достигли существенных успехов.

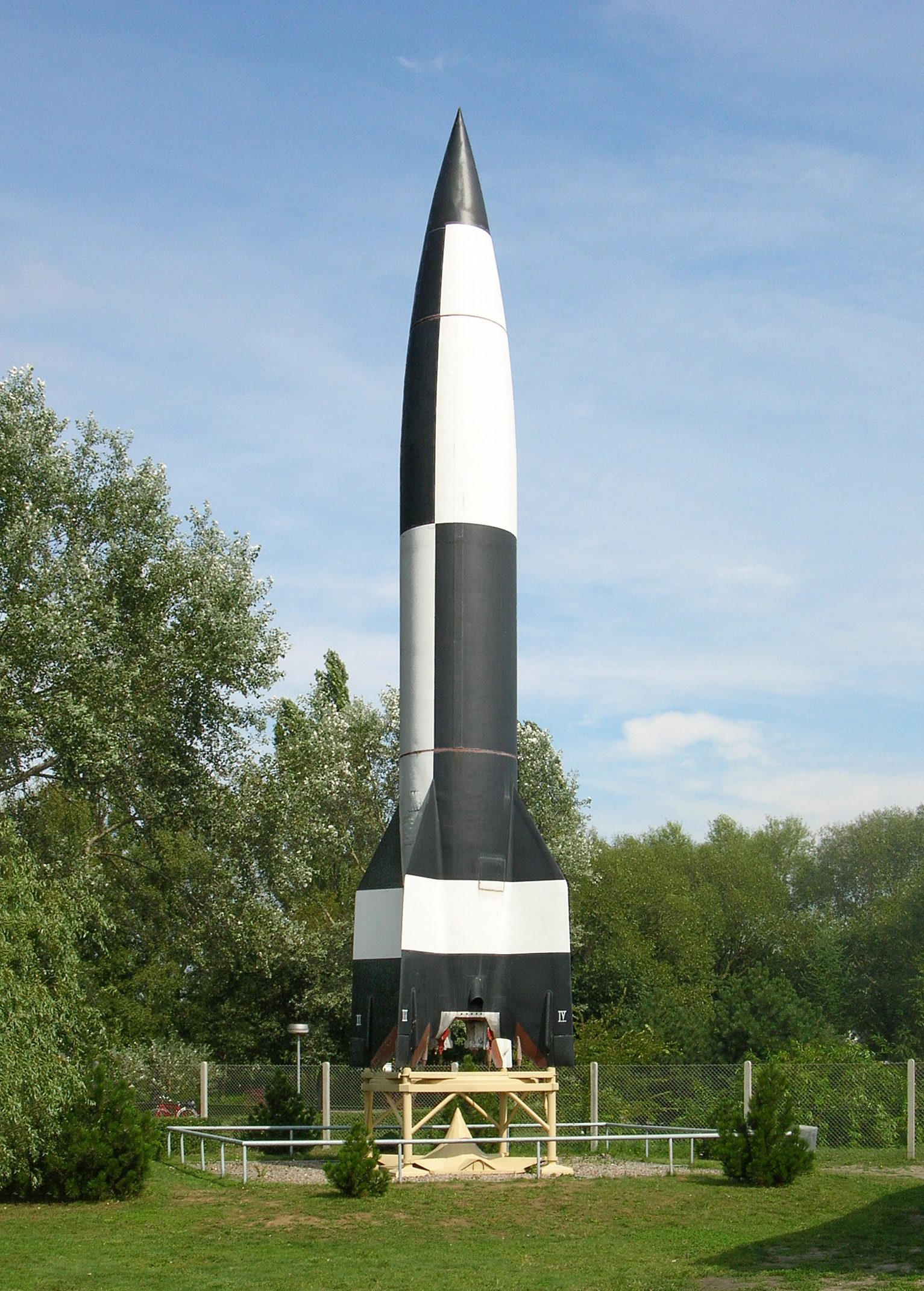
Баллистическая ракета Фау-2 в музее

Немецкая баллистическая боевая ракета А-4, запущенная в 1942 году, стала первым аппаратом, достигшим космической высоты в наивысшей точке суборбитальной траектории полёта. В 1943 году Германия начала серийный выпуск этих ракет под названием «Фау-2». Ракета несла боезаряд массой в 1000 кг, а её дальность достигала 300 км. В основном их использовали для бомбардировок городов антигитлеровской коалиции. Впрочем, их эффективность оказалась весьма низкой по сравнению с гигантскими затратами на их производство. Тем не менее, космической ракетой Фау-2 не являлась, так как была физически неспособна преодолеть силы гравитации и выйти на орбиту, соответственно — не была способна выводить в космос ни аппараты, ни животных, ни людей.
Ближе к концу Второй мировой войны советские, британские и американские военные соперничали в захвате перспективных немецких военных разработок и квалифицированного персонала. Наибольших успехов тут достигли американцы. Американские военные ставили целью не допустить попадания этих технологий в руки коммунистов — в ходе операции «Скрепка» в США была вывезена ключевая группа немецких специалистов-ракетчиков, включая самого конструктора Вернера фон Брауна и готовых образцов Фау-2 вместе со всей технической документацией и чертежами, а всё, что невозможно было вывезти, уничтожалось. В связи с чем, СССР смог получить лишь фрагментированные части разрушенных Фау-2, на основе которых советские специалисты создали модель Р-1.

### Американские изобретатели
В 1926 году Роберт Годдард построил первую ракету на жидком топливе.

### Холодная война
По окончании Второй мировой войны СССР и США вступили в эпоху холодной войны. К тому времени США обладали большим флотом стратегических бомбардировщиков, размещённых на авиабазах по всему миру, в том числе вокруг СССР. В качестве ответной меры, советским руководством было принято решение развивать ракетную технику. Ракетные и спутниковые технологии могли служить как мирным, так и военным целям, и, кроме того, были весомым аргументом для пропаганды и идеологического соперничества, демонстрируя научно-технический потенциал и военную мощь страны. Ещё до начала «лунной гонки» с целью установления господства в космосе в США прорабатывались проекты лунных военных баз Лунэкс (Lunex Project) и Горизонт (Project Horizon) с нацеленными на СССР ракетами, а также проект атомной бомбардировки Луны А119.

## Искусственные спутники

### Спутник-1

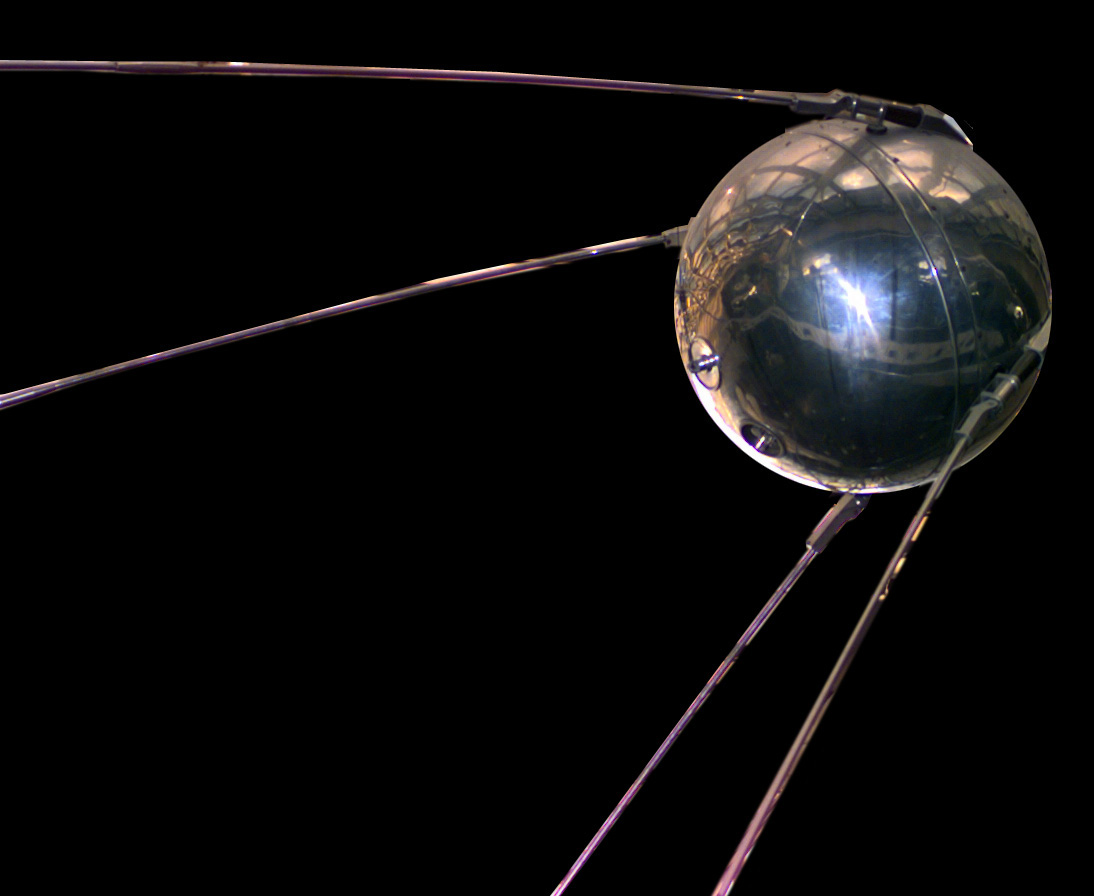
Спутник-1

4 октября 1957 года Советский Союз запустил «Спутник-1», первый искусственный спутник Земли, и стал первой космической державой, тем самым дав старт космической гонке. Для страны, недавно пережившей разрушительную войну, запуск спутника стал знаком перемен к лучшему и новых перспектив. Для США же, привыкших считать себя самой технологически развитой страной, запуск «Спутника» стал тяжёлым и неожиданным ударом, который сподвиг администрацию Эйзенхауэра на ряд серьёзных действий, направленных на достижение технологического первенства: в 1958 году был принят закон об образовании для нужд национальной обороны (National Defense Education Act), призванный поощрить получение образования в стратегически важных областях науки, и организовано Национальное управление по аэронавтике и исследованию космического пространства (NASA). Впоследствии, события того времени получили название «спутникового кризиса».

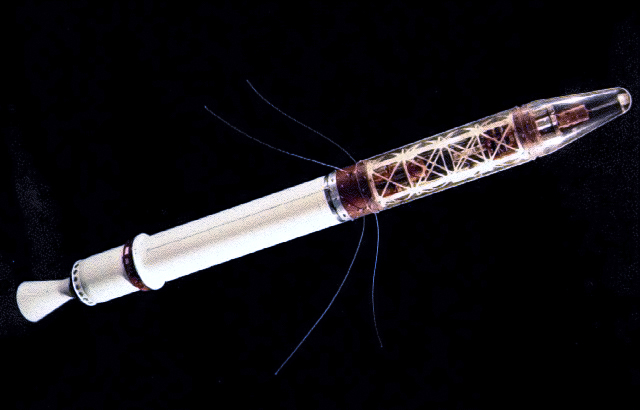
Эксплорер-1

Через четыре месяца, 1 февраля 1958 года, Соединённым Штатам удалось запустить свой искусственный спутник — «Эксплорер-1».
Первые запуски использовались только в научных целях. По данным «Спутника-1» удалось уточнить плотность верхних слоёв атмосферы, а с помощью данных «Эксплорера» были обнаружены радиационные пояса Земли (пояса Ван-Аллена).

### Гражданские спутниковые коммуникации
Первым полноценным специализированным спутником связи на геосинхронной орбите являлся «Syncom-2», запущенный Соединёнными Штатами 26 июля 1963 года.
19 августа 1964 года США вывели первый спутник связи на геостационарную орбиту — «Syncom-3»
Первым коммерческим спутником связи стал американский «Early Bird (INTELSAT I)», запущенный 20 августа 1964 года.
Результатом этих программ стала доступность спутниковых средств связи и информации даже для рядовых граждан.

## Живые существа в космосе

### Животные
22 июля 1951 года в 4 часа утра с полигона Капустин Яр собаки Дезик и Цыган поднялись на высоту 110 км. Это были первые млекопитающие с планеты Земля, которые преодолели линию Кармана и возвратились назад живыми.
Первым живым существом, выведенным на орбиту на советском корабле «Спутник-2», стала собака Лайка 3 ноября 1957 года. Это был первый обитаемый объект на орбите. Возврат не планировался, спускаемого аппарата на корабле не было. Совершив несколько витков, Лайка погибла от перегрева в апогее орбиты.
19 августа 1960 года в СССР был запущен «Спутник-5», на борту которого находились собаки Белка и Стрелка. После орбитального полёта собаки благополучно вернулись на Землю. Первый в мире орбитальный полёт животных с возвратом.
В США в 1961 году был запущен космический аппарат с шимпанзе Хэмом на борту. Первый суборбитальный полёт животного, осуществлённый американцами. Хэм вернулся живым.
В 1968 году на борту советского аппарата «Зонд-5», облетевшего вокруг Луны, находились две среднеазиатские черепахи.

### Люди в космосе

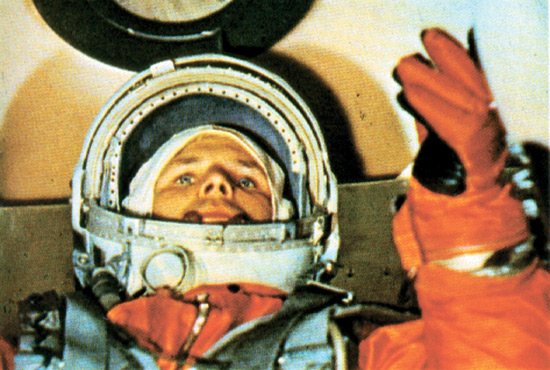
Гагарин перед стартом полёта

Существовавшие в СССР и США во второй половине 1950-х гг. предложения организации суборбитальных полётов пилотов на модифицированных высотных геофизических ракетах реализованы не были.
В декабре 1960 года в космос была впервые запущена культура человеческих клеток, взятых у американки Генриетты Лакс. Наблюдения показали, что человеческие клетки нормально функционируют в условиях космического полёта.
Первым человеком в космосе и сразу на орбите был советский космонавт Ю. А. Гагарин. 12 апреля 1961 года он совершил первый орбитальный полёт на корабле «Восток-1». В России и во многих других странах этот день отмечается как праздник — Всемирный день авиации и космонавтики. Начав пилотируемые космические полёты, СССР стал первой «космической сверхдержавой».
Очень скоро второй (и одной из двух на следующие 42 года) «космической сверхдержавой» стали США. 5 мая 1961 года американский астронавт Алан Шепард совершил суборбитальный полёт до высоты 187 км пересёкший нижнюю 100-километровую границу космоса, а 20 февраля 1962 года Джон Гленн совершил первый пилотируемый орбитальный полёт.
В начале 1960-х гг. СССР развивал и закреплял успех в космической гонке. Ещё до запуска первого американского орбитального корабля в СССР был сделан второй полёт («Восток-2»). Через год (11 августа 1962 года) состоялся первый групповой космический полёт («Восток-3» и «Восток-4»), а ещё спустя год (16 июня 1963 года на корабле «Восток-6») в космос полетела первая (и на последующие два десятка лет единственная) женщина-космонавт — В. В. Терешкова.
12 октября 1964 года был запущен первый многоместный корабль «Восход-1» с экипажем из трёх человек. В этом полёте космонавты были вынуждены обойтись без скафандров из-за экономии места, поскольку в скафандрах трое космонавтов в СА не помещались.
18 марта 1965 года А. А. Леонов, член экипажа корабля «Восход-2», впервые в мире совершил выход в открытый космос. При возвращении Леонова из открытого космоса сложилась нештатная ситуация: разбухший космический скафандр препятствовал возвращению космонавта в космический корабль. Войти в шлюз Леонову удалось только стравив из скафандра излишнее давление. Кроме того, перед посадкой не сработала система автоматического схода с орбиты. Павел Беляев вручную сориентировал корабль и включил тормозной двигатель. В результате «Восход» совершил посадку в нерасчётном районе. Спасатели добрались до спускаемого аппарата только через сутки.
Генеральный конструктор С. П. Королёв планировал продолжить полёты серий кораблей «Восток» и «Восход», затем перейти к более совершенным околоземным космическим кораблям «Север» и «Союз» и в перспективе создать тяжёлую орбитальную станцию (ТОС) и тяжёлый межпланетный корабль (ТМК) для пилотируемых полётов к Венере и Марсу. Однако с опозданием на три года после объявления о разработке американцами программы «Аполлон» Н. С. Хрущёв и советское руководство всё же решили, что СССР должен включиться в пилотируемую «лунную гонку» с США.

### Первые пилотируемые полёты и конспирология
Борьба между СССР и США за обладание приоритетом по пилотируемой космонавтике вызвала предположения и утверждения сторонников конспирологических теорий о том, что нервная обстановка при отработке в одно и то же время американской и советской программ могла сопровождаться неудачными или частично неудачными запусками в СССР, которые были засекречены. Уже с начала 1960-х гг. в первую очередь на «проигравшем» Западе (хотя были слухи и в самом СССР) стали подозреваться суборбитальные и орбитальные догагаринские старты и полёты т. н. «пропавших космонавтов».

## Исследования Луны— «лунная гонка»

### Беспилотные аппараты
Первым аппаратом, пролетевшим рядом с Луной, стала советская автоматическая межпланетная станция «Луна-1» (2 января 1959),
а первым аппаратом, достигшим Луны — станция «Луна-2» (13 сентября 1959 года).
В США была запущена программа исследования межпланетного пространства «Пионер». Впрочем, в аспекте достижения Луны «Пионер» постоянно преследовали неудачи, и вскоре были созданы другие более сложные программы, специально ориентированные на лунные исследования — «Рейнджер», «Лунар орбитер» и «Сервейер».

### Пилотируемые полёты

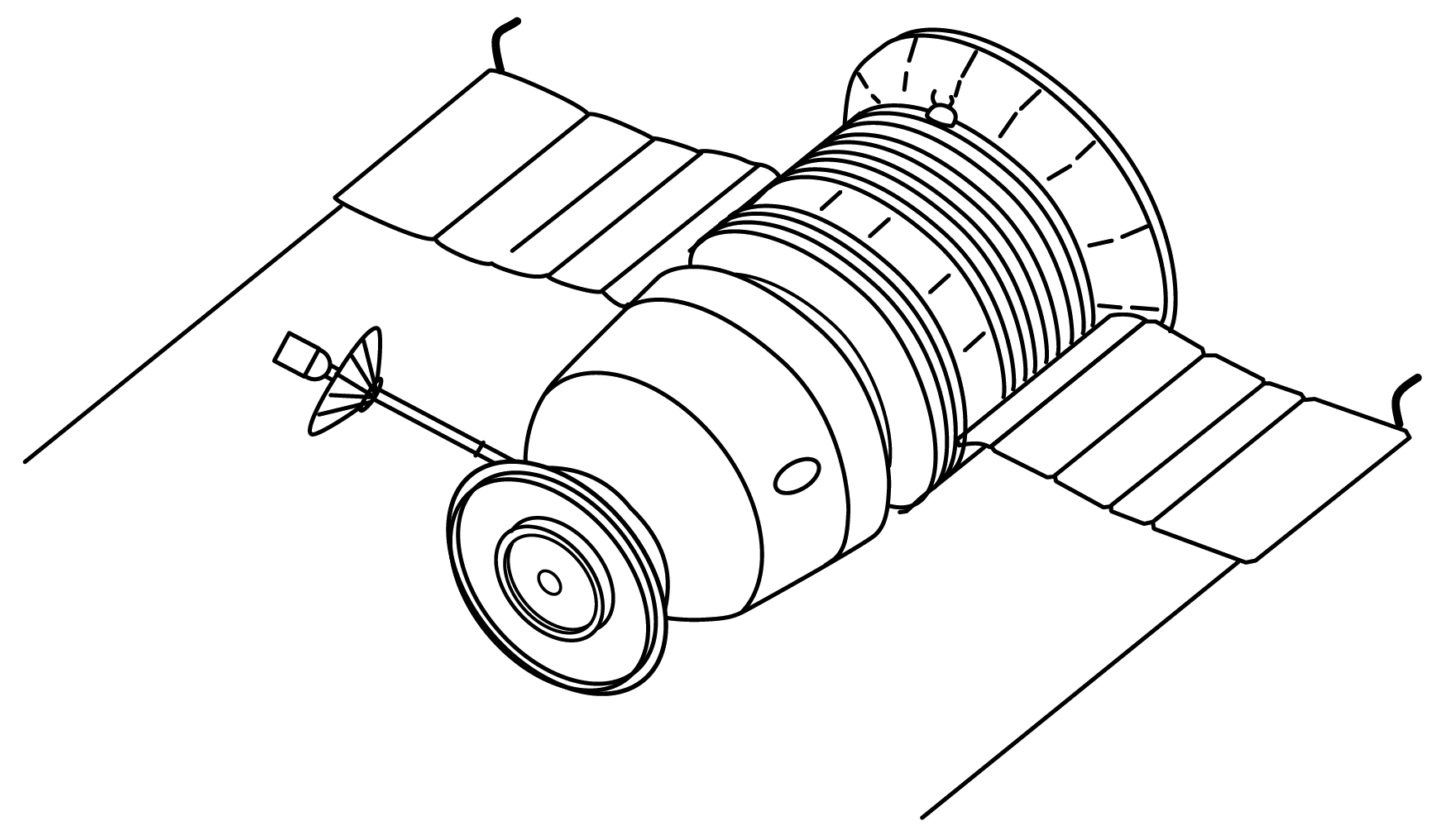
КК "Зонд" (7К-Л1)

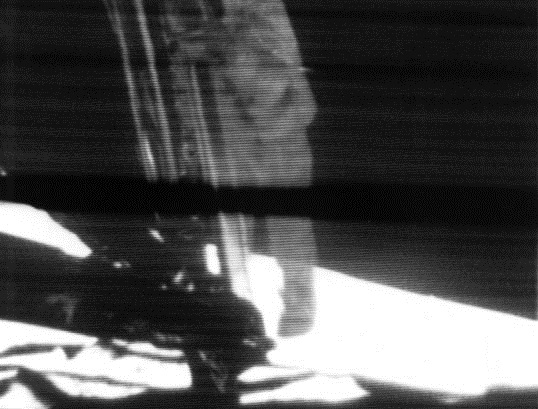
Первый шаг человека на Луне

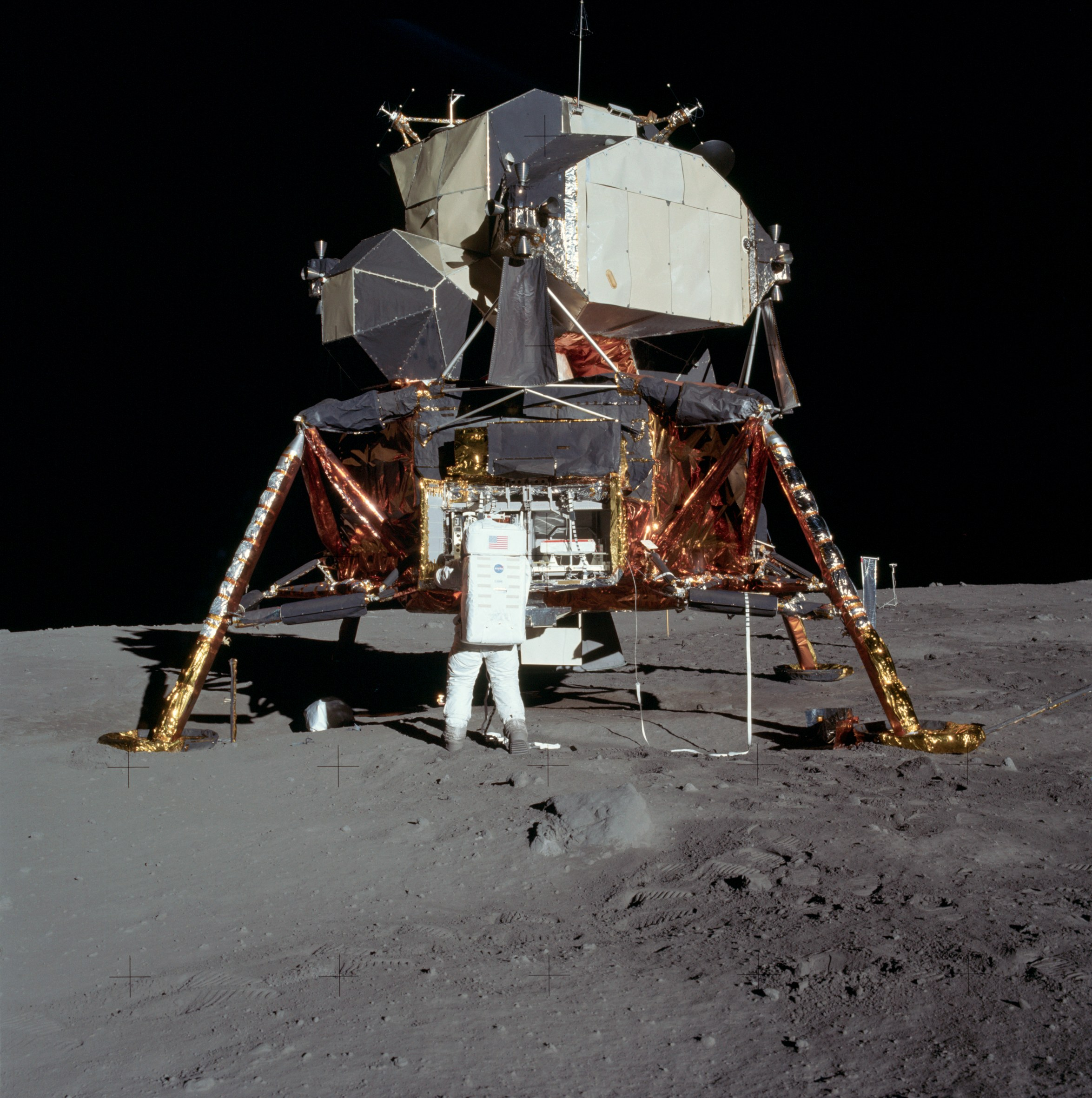
лунно-посадочный модуль КК «Аполлон» на Луне

После головокружительных успехов СССР в освоении космоса США сосредоточились на попытках вернуть статус самой технологически развитой державы и обратили свой взор на Луну. Средством обретения американского космического лидерства стала объявленная уже в 1961 году интегральная (облётная и посадочная) лунная пилотируемая программа «Сатурн»-«Аполлон», нацеленная на достижение Луны человеком до конца десятилетия.
20 января 1961 года в своей инаугурационной речи президент США Джон Ф. Кеннеди послал Советскому Союзу сигнал: «Будем вместе исследовать звёзды…». За этой короткой строчкой стоял документ, в котором говорилось: «В качестве первого шага США и СССР могли бы выбрать высадку с научными целями небольшой группы (около трёх человек) на Луну, а затем возвратить их на Землю…».
Н. Хрущёв получил[когда?] от президента Дж. Кеннеди предложение о совместной программе высадки на Луну (а также запуска более совершенных метеорологических спутников), но, подозревая попытку выведать секреты советских ракетных и космических технологий, отказался. Для поддержания первенства в освоении космоса советское правительство вначале выдало конструкторскому бюро Королёва разрешение и ресурсы на продолжение модификации кораблей типа «Восток» и «Восход» и только предварительную проработку лунных пилотируемых проектов. Только спустя несколько лет, с большим опозданием относительно США (в 1964 году), в СССР была утверждена лунная пилотируемая программа и развернулись реальные масштабные работы по двум параллельным пилотируемым программам: облёта Луны («Протон»-«Зонд/Л1)» к 1967 году и посадке на неё (Н1-Л3) к 1968 году.
Для обеспечения приоритета по первому в мире лунно-облётному пилотируемому полёту в СССР старт двухместного корабля «Зонд-7» в рамках реализации программы «Протон»-«Зонд» планировался на 8 декабря 1968 года. Ввиду того, что предыдущие беспилотные полёты кораблей «Зонд (7К-Л1)» были полностью или частично неудачными из-за неотработанности корабля и носителя, такой рискованный полёт был отменён — несмотря на то, что экипажи написали заявление в Политбюро ЦК КПСС с просьбой разрешить лететь к Луне немедленно для опережения США. Даже если бы разрешение было бы получено, СССР не выиграл бы первый (облётный) этап «лунной гонки» — 20 января 1969 года при попытке запустить корабль «Зонд-7» в беспилотном режиме ракета-носитель «Протон» взорвалась (его спускаемый аппарат был сохранён системой аварийного спасения).
В нервных условиях «лунной гонки», ввиду проведения в СССР двух беспилотных полётов вокруг Луны и замалчивания о неудачах в программе Л1, в США было решено произвести рискованную перестановку в своей лунной программе. Полёт вокруг Луны был переставлен вперёд планировавшейся ранее отработки на околоземной орбите всего комплекса «Аполлон». Поскольку лунный модуль не был ещё готов к полётам, облёт было решено выполнить без него, после всего одного пилотируемого полёта орбитального корабля («Аполлон-7») и в первом же пилотируемом полёте ракеты «Сатурн-5». В декабре 1968 года Америка вырвалась вперёд в лунной гонке и выиграла первый (облётный) этап «лунной гонки», когда Фрэнк Борман, Джеймс Ловелл и Уильям Андерс в полёте 21-27 декабря на корабле «Аполлон-8» сделали 10 витков вокруг Луны.
Менее чем через год, с осуществлением второго (посадочного) этапа, США выиграли и всю «лунную гонку». 16 июля 1969 года с мыса Канаверал стартовал американский корабль «Аполлон-11» с экипажем из трёх человек, в который вошли Нил Армстронг, Майкл Коллинз и Эдвин E. Олдрин младший. 20 июля была совершена посадка на Луну, а 21 июля Нил Армстронг совершил выход на поверхность Луны. По всему миру, за исключением СССР, велась прямая трансляция, и за этим событием наблюдало порядка 500 млн. чел. В последующем США провели ещё 5 успешных экспедиций на Луну, в том числе использовали в некоторых из них управляемый астронавтами лунный самоходный аппарат и привозили в каждом рейсе по несколько десятков килограммов лунного грунта.

Лунно-орбитальные модули КК «Аполлон» (сверху) и Л3 (7К-ЛОК) (внизу) в сравнении

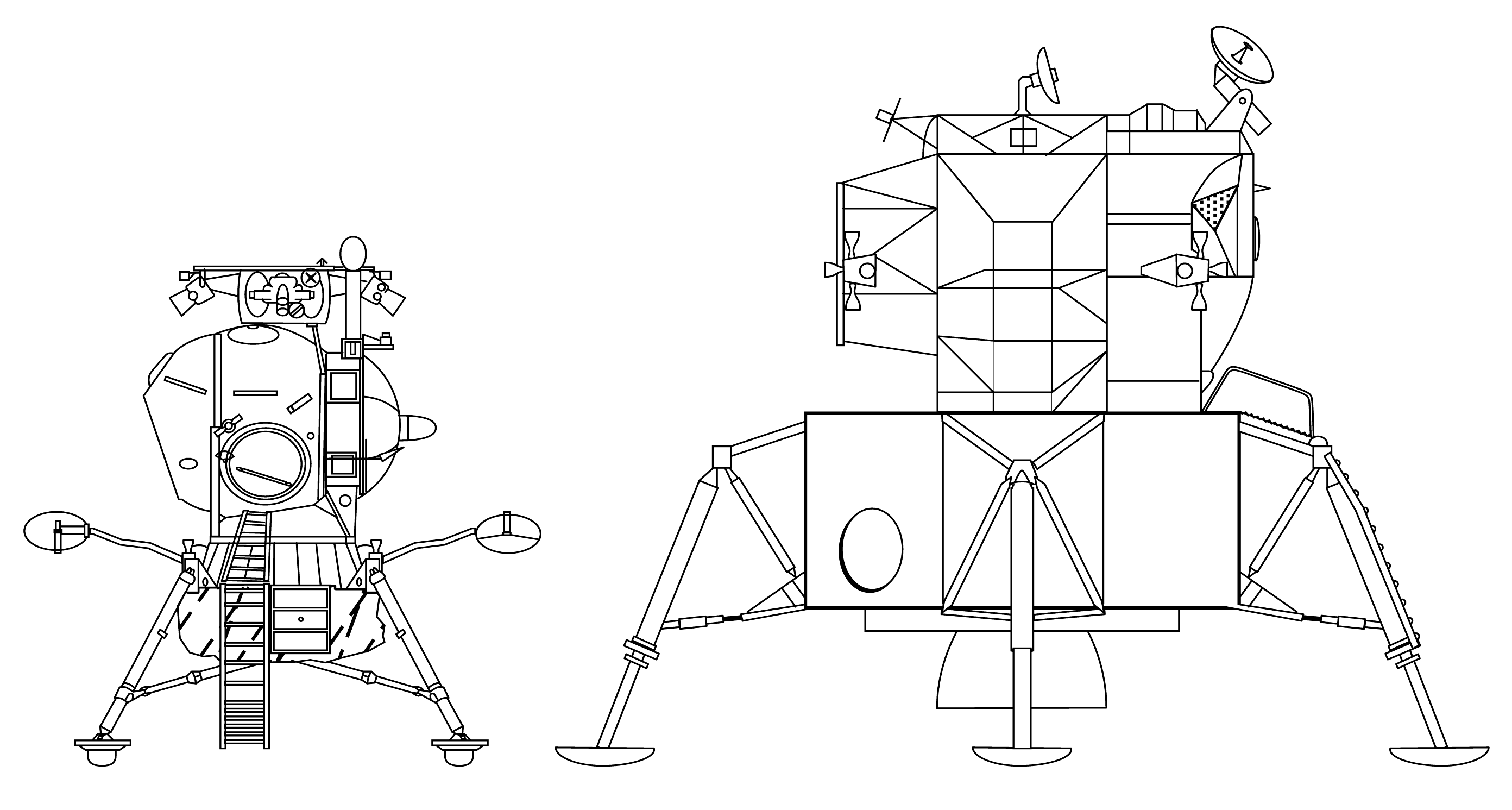
Лунно-посадочные Л3 (Т2К-ЛК) (слева) и модули КК «Аполлон» (справа) в сравнении

Носители Сатурн V и Н1 в сравнении

Хотя руководством СССР была поставлена задача обеспечения приоритета также и по первой в мире высадке на Луну (это предусматривалось первым постановлением 1964 года в общем, а постановлением от начала 1967 года первая экспедиция была предписана на третий квартал 1968 года), реально развернувшаяся в 1966 году советская лунно-посадочная программа Н1-Л3 (параллельная лунно-облётной) намного отстала от американской в основном из-за проблем с носителем. Первые два в 1969 году (до первой американской экспедиции), как и два последующих, испытательные запуски новой сверхтяжёлой ракеты-носителя Н1 закончились неудачей. Лунно-орбитальный корабль-модуль 7К-ЛОК комплекса Л3 совершил один, а лунно-посадочный корабль-модуль Т2К-ЛК — три тестовых околоземных беспилотных полёта уже после первой высадки США. По программе Н1-Л3, продолжавшейся некоторое время и после триумфа США, первая советская экспедиция могла состояться только в 1975 году, а за ней — до пяти последующих.
Советские лунно-облётные и лунно-посадочные программы во многом уступали американским аналогам. Лунно-облётный корабль «Зонд» не выходил на окололунную орбиту и вмещал только двоих космонавтов. В лунно-посадочном комплексе Л3 экипаж состоял также только из двоих космонавтов, причём на Луну должен был высаживаться только один космонавт, при каждом рейсе могло быть привезено только несколько килограммов лунного грунта, а при лунно-посадочном корабле-модуле не было лунного самоходного аппарата. Советские корабли не имели бортовых ЭВМ, но в то же время имели полную автоматизацию всех этапов полёта, в то время как на «Аполлонах» многие операции были предусмотрены только в ручном режиме. Кроме того, для повышения надёжности советских высадочных экспедиций предусматривалось, что для каждой экспедиции сначала на Луну в автоматическом режиме доставляется беспилотный лунно-посадочный корабль-модуль, который становится резервным для следующего пилотируемого. Также, предполагалось, что в последующих полётах космонавт будет пользоваться на Луне отдельно доставляемым дооборудованным для ручного управления луноходом.
Обе советские пилотируемые лунные программы так и не были завершены из-за изначального отставания по срокам, более чем пятикратно меньшего относительно США финансирования и некоторых организационных и технических просчётов и неудач, включая конкуренцию и распыление средств между КБ Королёва и Челомея на начальных этапах проектов создания лунных кораблей, отказ самого опытного космического двигательного КБ Глушко делать мощные двигатели для Н1, непроведение наземной отработки ступеней Н1 на дорогостоящих наземных стендах, а также целую серию трагедий (в 1966 году умер Королёв, в 1967 году при неудачном приземлении нового корабля «Союз-1», являвшегося в значительной мере прототипом для корабля 7К-ЛОК, погиб В. М. Комаров, наиболее вероятный кандидат для сложных лунных полётов, в 1968 году в авиакатастрофе погиб Юрий Гагарин).
Ещё до разворачивания лунно-облётной и лунно-посадочной программ в СССР были разработаны технические предложения по созданию пилотируемой лунной орбитальной станции Л4. После успеха США и сворачивания работ по программе Н1-Л3 был составлен новый проект Н1Ф-Л3М для обеспечения более долговременных, чем американские, экспедиций на Луну к 1979 году с перспективой сооружения на её поверхности в 1980-х гг. советской лунной базы «Звезда», для которой уже был разработан достаточно детальный проект, включая макеты экспедиционных транспортных средств и обитаемых модулей. Однако назначенный в мае 1974 года вместо В. П. Мишина генеральным конструктором советской космической программы академик В. П. Глушко не стал отстаивать доведение носителя пилотируемой лунной программы и развитие её самой и своим приказом, с согласия Политбюро и Министерства общего машиностроения, прекратил все работы по носителю Н1 и пилотируемым лунным программам в 1974 году фактически и в 1976 году формально. Более поздний проект советских пилотируемых полётов на Луну «Вулкан»—"ЛЭК" рассматривался, но также не был реализован.
Советские пилотируемые лунные программы были строго засекречены и стали достоянием гласности только в 1990 году. 
Изначальное недостаточное внимание к пилотируемой лунной программе было вызвано в том числе спором конструкторов по поводу практической эффективности освоения космоса, где взглядам Королёва о необходимости пилотируемого освоения космоса противостояла позиция Г. Н. Бабакина, что только освоение космического пространства автоматами даст реальную и быструю пользу человечеству. И решающее слово в этом соперничестве было за В. Н. Челомеем, который, будучи одним из ключевых создателей ракетно-ядерного щита СССР и главой второй из главных организаций по созданию космической техники (в том числе пилотируемой), с одной стороны, в определённый период позицию Бабакина рассматривал как более перспективную, а с другой стороны, предложил конкурирующе-альтернативные КБ Королёва[уточнить] «свой» лунно-облётный корабль ЛК-1 (на том же «своём» носителе «Протон») и лунно-посадочный комплекс из «своих» корабля ЛК-3 и носителя УР-700. Однако прямой начальник Сергея Хрущёва (замглавы ОКБ-52 в 1963–1964 гг.) Челомей попал в опалу после отстранения его отца от власти, что и дало, наконец, возможность развернуть программы «Протон»-«Зонд» и Н1-Л3 от КБ Королёва.
Несмотря на отставание в пилотируемых лунных программах, в СССР параллельно им были в качестве некоторой компенсации развёрнуты также программы автоматических лунных межпланетных станций и самоходных аппаратов. За несколько дней до американской высадки «Аполлона-11» двумя советскими автоматическими межпланетными станциями («Луна-15» и предыдущая) были предприняты попытки по первой в мире доставке на Землю лунного грунта, оказавшиеся неудачными. СССР смог получить первые образцы лунного грунта через год — с помощью АМС «Луна-16» в 1970 году, после чего доставка по несколько сот граммов лунного грунта была повторена ещё два раза. Также несколько позже (в 1970 и 1973 гг.) на Луну доставлялись и успешно работали в течение нескольких недель первые в мире телеуправляемые с Земли советские лунные самоходные аппараты «Луноходы». Но «лунную гонку» СССР к этому моменту уже проиграл.
Выиграв «лунную гонку» и совершив до 1972 года 6 успешных высадок, США не стали ни продолжать очень дорогостоящую пилотируемую программу «Аполлон», ни предпринимать полёты к Луне автоматических аппаратов в течение более двух десятилетий. СССР продолжал исследование Луны с помощью АМС и луноходов до 1976 года, после чего также прекратил их на три десятилетия.
По окончании «лунной гонки» как в США, так и в СССР были разработаны технические предложения по организации пилотируемых полётов на Марс (проекты «Аэлита» и МАВР — «Марс Венера разом»), однако в связи с чрезмерными для одной страны затратами в стадию реального воплощения они не перешли.
В отличие от других видов исторического международного соперничества космическая гонка не была мотивирована территориальной экспансией. США не выдвигали каких-либо территориальных прав на Луну. Были заключены международные соглашения о всемирном достоянии природных объектов космического пространства.

### «Лунная гонка» и конспирология
Возникшая ещё в 1970-е гг и особенно широко разошедшаяся по миру на рубеже XX и XXI веков конспирологическая теория о «лунном заговоре США» предполагает, что полёты «Аполлонов» с американскими астронавтами на Луну — всего лишь инсценировка. Некоторые варианты этих теорий предполагают, что официальные власти СССР знали об американском обмане, но по договорённости с США скрывали его (и даже остановили собственные лунные пилотируемые программы) ради достижения экономических и политических выгод. Но на самом деле никаких точных доказательств фальсификации высадки на Луну нет, зато есть подтверждения того, что астронавты туда всё-таки высаживались.
В некоторых теориях «лунного заговора» предполагается, что власти США скрывают информацию об инопланетном присутствии на Луне (или, наоборот, способствуют распространению дезинформации об этом присутствии).
Существуют также теории о «советском лунном заговоре», согласно которым в СССР были предприняты секретные (и закончившиеся неудачей) попытки облёта Луны и инсценировки высадки на Луну.

### Вторая лунная гонка
В начале XXI века обнаружение больших запасов воды на Южном полюсе Луны возобновило интерес к освоению спутника. Во второй лунной гонке, в качестве основных претендентов, участвуют США и КНР; Планы по исследованию луны также имеются у России, Индии, Японии и Евросоюза; возможно вступление в гонку и новых игроков.

## Другие достижения

### Первые полёты к другим планетам
Первым аппаратом, пролетевшим около Венеры (в неработоспособном состоянии) стала в мае 1961 года советская «Венера-1». Первой работающей станцией, пролетевшей мимо Венеры и изучавшей её, стал в декабре 1962 года американский «Маринер-2». Первым рукотворным объектом, достигшим поверхности Венеры стала 1 марта 1966 года советская станция «Венера-3». Первым аппаратом, совершившим мягкую посадку на Венере, стала 15 декабря 1970 года советская станция «Венера-7». Были получены данные о температуре и давлении. Снимки поверхности смогли доставить только советские станции «Венера-9,10» в октябре 1975 года (чёрно-белые) и «Венера-13,14» в марте 1982 года (цветные).
Первые советские попытки достичь Марса (АМС «Марс-1» в 1962 г. и «Зонд-2» в 1964 г.) оказались неудачными, и 15 июля 1965 года американский «Маринер-4» впервые пролетел вблизи Марса и передал фотографии планеты. В 1971 году американская АМС Маринер-9 и советские АМС «Марс-2» и «Марс-3» стали первыми искусственными спутниками Марса, а посадочный модуль «Марса-3» осуществил 3 декабря первую в мире мягкую посадку на Марс, но из-за выхода из строя по неустановленной причине не смог ни передать фотографии, ни опробовать первый макетно-динамический шагающий марсоход ПРОП-М. В июле 1976 года американские аппараты «Викинг» впервые смогли передать фотографии поверхности, а также провести серьёзные научные исследования, включая тесты на наличие жизни.
Американский «Маринер-10» пролетел около Венеры на своём пути к Меркурию, которого достиг 29 марта 1974 года. Это был первый и единственный полёт к Меркурию за последующие более чем три десятилетия, в результате были получены первые фотографии поверхности этой планеты.

### Операции в космосе
15 декабря 1965 года американские корабли «Джемини-6» и «Джемини-7» впервые провели совместное маневрирование в космосе, а 16 марта 1966 года «Джемини-8» произвёл первую орбитальную стыковку. Первая автоматическая стыковка беспилотных кораблей была осуществлена 30 октября 1967 года советскими беспилотными аппаратами «Космос-186» и «Космос-188»
Первая пилотируемая орбитальная станция, «Салют-1», была введена в строй Советским Союзом 19 апреля 1971 года.

## Военные разработки
Ещё до запуска «Спутника-1», и СССР, и США начали разработку разведывательных спутников. У СССР была серия спутников для фотосъёмки поверхности «Зенит», разработанная на базе кораблей «Восток», у США — «Дискаверер».
Часто программы велись параллельно, многие были остановлены на стадии проектирования, по некоторым были построены только макеты.
| Программа                                        | СССР | США                                                                         |
| ------------------------------------------------ | --- | --------------------------------------------------------------------------- |
| Сверхзвуковая межконтинентальная крылатая ракета | «Буря» и «Буран» («Буря» успешно испытана, но на вооружение не принята, «Буран» остановлен на стадии полноразмерного макета)                                                                                         | SM-64 «Навахо» (программа прекращена после неудачных испытаний)             |
| Орбитальный самолёт                              | полностью крылатая 2-ступенчатая система МиГ-105 «Спираль» (полностью система не создана; проведены тестовые орбитальные полёты уменьшенных аналогов 2-й ступени-самолёта, запускаемых на обычных ракетах-носителях) | X-20 «Dyna-Soar», запускаемый на обычных ракетах-носителях (построен макет) |
| Военная орбитальная станция                      | станция Алмаз (3 экземпляра были выведены на орбиту, на двух работали космонавты) | Manned Orbiting Laboratory (1 запуск (беспилотный))                         |
| Транспортный корабль для военной станции         | Транспортный корабль снабжения (проведены несколько запусков в беспилотном режиме со стыковками с «Салютами 6 и 7») и работой космонавтов на борту (в составе станции)                                               | «Джемини Ферри» (в планах)                                                  |

## Конец космической гонки

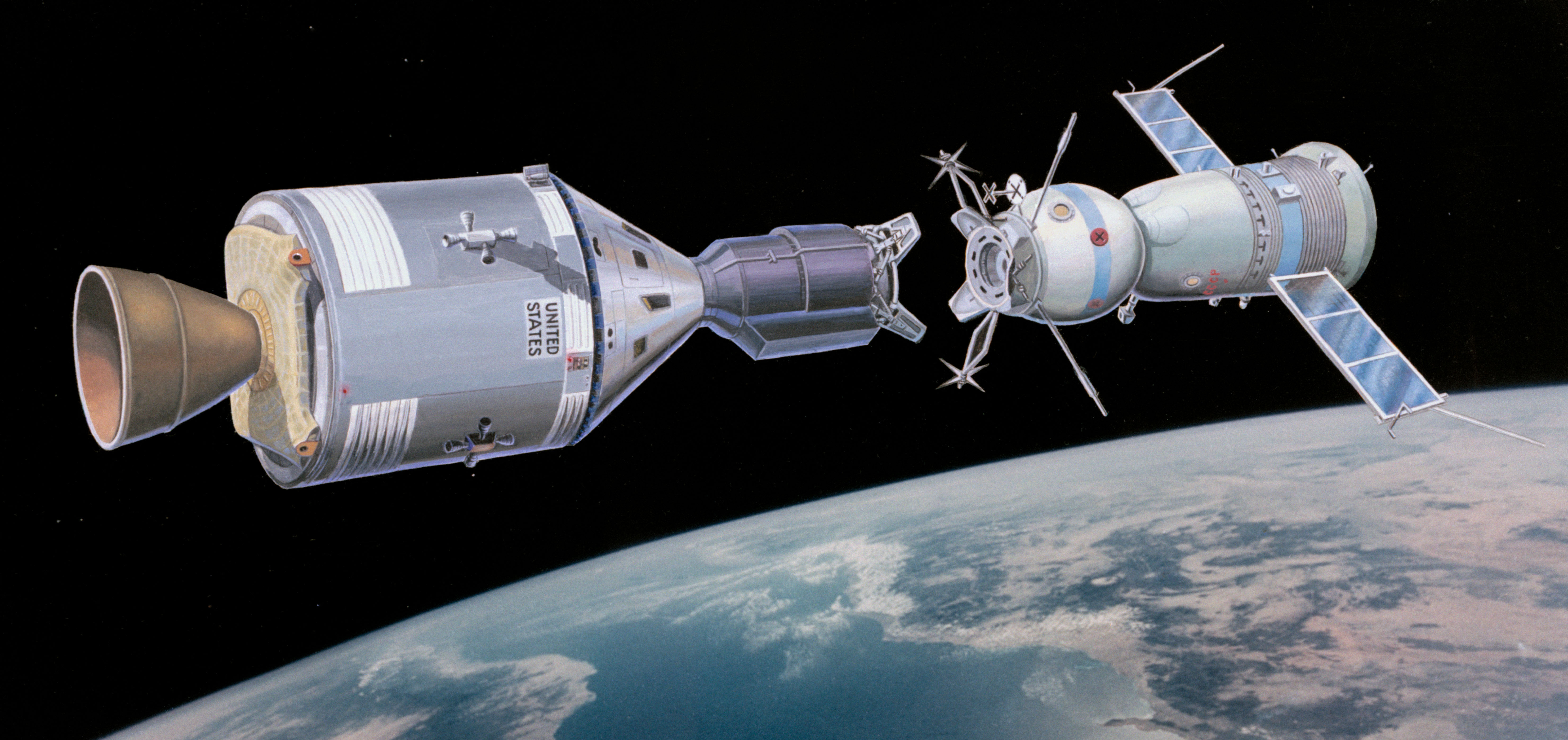
Союз-Аполлон (художественная реконструкция)

Если дата запуска «Спутника-1» единогласно признана началом гонки, то по поводу даты окончания существуют различные мнения. Одни считают, что за конец гонки следует признать полёт «Аполлона-11» и высадку на Луну, другие — что концом гонки стала совместная советско-американская программа «Союз-Аполлон» в 1975 году. «Союз-19» и «Аполлон» провели орбитальную стыковку, что дало возможность космонавтам соперничавших стран посетить корабли друг друга и поучаствовать в совместных экспериментах.

## Хроника (1957—1975)
| Дата                | Событие | Государство | Проект                        |
| ------------------- | --- | ----------- | ----------------------------- |
| 21 августа 1957     | Первая межконтинентальная баллистическая ракета | СССР        | Р-7                           |
| 4 октября 1957      | Первый искусственный спутник Земли Первый сигнал из космоса | СССР        | «Спутник-1»                   |
| 3 ноября 1957       | Первое животное на орбите, собака Лайка | СССР        | «Спутник-2»                   |
| 31 января 1958      | Обнаружение радиационных поясов Земли | США         | «Эксплорер-1»                 |
| 17 марта 1958       | Первый спутник с питанием от солнечных батарей | США         | «Авангард-1»                  |
| 18 декабря 1958     | Первый спутник связи | США         | Project SCORE                 |
| 2 января 1959       | Впервые космический аппарат достиг второй космической скорости Первый случай обнаружения «солнечного ветра» Первый пролёт около Луны | СССР        | «Луна-1»                      |
| 4 января 1959       | Первый объект на гелиоцентрической орбите | СССР        | «Луна-1»                      |
| 17 февраля 1959     | Первый метеоспутник | США         | «Авангард-2»                  |
| 28 февраля 1959     | Первый спутник на полярной орбите | США         | «Дискаверер-1»                |
| 7 августа 1959      | Первая фотография Земли с орбиты | США         | «Эксплорер-6»                 |
| 13 сентября 1959    | Первый аппарат, достигший другого небесного тела (Луна) | СССР        | «Луна-2»                      |
| 4 октября 1959      | Первая фотография обратной стороны Луны Первое использование гравитационного манёвра | СССР        | «Луна-3»                      |
| 1 апреля 1960       | Первый метеоспутник с телекамерой. | США         | TIROS-1                       |
| 5 июля 1960         | Первый разведывательный спутник. | США         | GRAB-1                        |
| 10 августа 1960     | Первый аппарат, вернувшийся с орбиты с полезным грузом (приземлился 18 августа). | США         | «Дискаверер-13»               |
| 12 августа 1960     | Первый пассивный спутник связи | США         | «Эхо-1»                       |
| 18 августа 1960     | Первый разведывательный спутник с фотокамерой. | США         | KH-1 9009                     |
| 19 августа 1960     | Первый орбитальный полёт живых существ с успешным возвращением на Землю — собак Белки и Стрелки (приземление 20 августа). | СССР        | «Спутник-5»                   |
| 1 декабря 1960      | Первые человеческие клетки в космосе — американская клеточная линия HeLa (клетки Генриетты Лакс), запущенная советской ракетой. | СССР США    | «Спутник-6»                   |
| 1961                | Впервые вывод на траекторию межпланетного полёта осуществлен с орбиты ИСЗ Первые коррекции курса в полёте Первая стабилизация вращением Первый неуправляемый пролёт близ Венеры на расстоянии 100000 км. | СССР        | «Венера-1»                    |
| 23 марта 1961       | Первый погибший космонавт СССР. В ходе тренировок сгорел в барокамере с чистым кислородом Валентин Бондаренко. Факт был долгие годы засекречен, а ошибочные отрывочные слухи породили множество вымыслов о катастрофах до полёта Гагарина. | СССР        | Барокамера                    |
| 12 апреля 1961      | Первый пилотируемый космический полёт (Юрий Гагарин). Первый пилотируемый орбитальный полёт | СССР        | «Восток-1»                    |
| 5 мая 1961          | Первый суборбитальный пилотируемый космический полёт (второй пилотируемый космический полёт) Алан Шепард. | США         | «Меркурий-3»                  |
| 6 августа 1961      | Первый полёт продолжительностью более суток (Герман Титов). | СССР        | «Восток-2»                    |
| 20 февраля 1962     | Первый американский орбитальный пилотируемый космический полёт — Джон Гленн. Только этот полёт ФАИ признаёт первым американским космическим полётом (в отличие от двух суборбитальных в 1961 году). | США         | «Меркурий-6»                  |
| 7 марта 1962        | Первая орбитальная солнечная обсерватория | США         | OSO-1                         |
| 12—15 августа 1962  | Первый групповой полёт двух пилотируемых космических кораблей (без стыковки). | СССР        | «Восток-3» и «Восток-4»       |
| 14 декабря 1962     | Первый контролируемый пролёт около Венеры на расстоянии 33800 км | США         | «Маринер-2»                   |
| 16 июня 1963        | Первая женщина в космосе (Валентина Терешкова). | СССР        | «Восток-6»                    |
| 19 июня 1963        | Первый неуправляемый пролёт около Марса на расстоянии 197000 км | СССР        | «Марс-1»                      |
| 19 июля 1963        | Первый космический (суборбитальный) полёт самолёта-ракетоплана. Пилот — Джозеф Уокер. | США         | X-15 Flight 90                |
| 26 июля 1963        | Первый спутник на геосинхронной орбите | США         | «Syncom-2»                    |
| 5 декабря 1963      | Первая спутниковая система навигации | США         | «Transit»                     |
| 19 августа 1964     | Первый спутник на геостационарной орбите | США         | «Syncom-3»                    |
| 12 октября 1964     | Первый многоместный космический корабль. Первый в мире не одиночный полёт, экипаж сразу из трёх космонавтов — Владимир Комаров, Константин Феоктистов, Борис Егоров. | СССР        | «Восход-1»                    |
| 18 марта 1965       | Первый выход космонавта в открытый космос — Алексей Архипович Леонов | СССР        | «Восход-2»                    |
| 19 марта 1965       | Первая посадка корабля в ручном режиме после отказа автоматики (командир Павел Беляев) | СССР        | «Восход-2»                    |
| 23 марта 1965       | Первый пилотируемый полёт американского двухместного космического корабля — Вирджил Гриссом, Джон Янг. | США         | «Джемини-3»                   |
| 3 июня 1965         | Первый американец в открытом космосе — Эдвард Уайт | США         | «Джемини-4»                   |
| 14 июля 1965        | Первый контролируемый пролёт около Марса | США         | «Маринер-4»                   |
| 2 ноября 1965       | Первый тяжелый спутник (автоматическая станция) и первый старт тяжёлой ракеты-носителя | СССР        | «Протон (КА)» и «Протон (РН)» |
| 15 декабря 1965     | Первое совместное маневрирование в космосе при групповом полёте пилотируемых кораблей (без стыковки) | США         | «Джемини-6» / «Джемини-7»     |
| 3 февраля 1966      | Первая мягкая посадка на Луну Первые фотографии с поверхности Луны | СССР        | «Луна-9»                      |
| 1 марта 1966        | Первый аппарат, достигший Венеры | СССР        | «Венера-3»                    |
| 16 марта 1966       | Первая орбитальная стыковка (пилотируемый корабль и беспилотный аппарат) | США         | «Джемини-8» / «Agena»         |
| 3 апреля 1966       | Первый искусственный спутник на орбите Луны. | СССР        | «Луна-10»                     |
| 2 июня 1966         | Вторая мягкая посадка на Луну фотографии с Луны | США         | Сервейер-1                    |
| 27 января 1967      | Первая гибель астронавтов на борту космического корабля (но не в полёте) — Вирджил Гриссом, Эдвард Уайт, Роджер Чаффи. При тренировках за месяц до старта в корабле произошёл пожар. | США         | Аполлон-1                     |
| 23 апреля 1967      | Первая катастрофа в космическом полёте, повлёкшая гибель космонавта (Владимира Комарова). | СССР        | «Союз-1»                      |
| 30 октября 1967     | Первая стыковка двух беспилотных космических аппаратов | СССР        | «Космос-186» / «Космос-188»   |
| 9 ноября 1967       | Первый старт сверхтяжёлой ракеты-носителя | США         | «Сатурн-5»                    |
| 15—21 сентября 1968 | Первый облёт Луны и возвращение аппарата на Землю. Первый облёт Луны живыми существами (две черепахи). | СССР        | «Зонд-5»                      |
| 11 октября 1968     | Первый пилотируемый полёт «Аполлона», пока только на земную орбиту и без лунного модуля — Уолтер Ширра, Донн Айзли, Уолтер Каннингем. | США         | «Аполлон-7»                   |
| 21—27 декабря 1968  | Первый старт сверхтяжёлой ракеты-носителя с пилотируемым кораблем- Первый пилотируемый полёт на орбиту Луны Фрэнк Борман, Джеймс Ловелл, Уильям Андерс. | США         | «Аполлон-8»                   |
| 16 января 1969      | Первая пилотируемая стыковка с переходом двух космонавтов с одного корабля на другой через открытый космос — Алексей Елисеев и Евгений Хрунов. Также это первый в истории парный выход в космос. | СССР        | «Союз-4» / «Союз-5»           |
| 18—26 мая 1969      | Первые пилотируемые расстыковка, маневрирование и стыковка на орбите Луны — Томас Стаффорд, Юджин Сернан, Джон Янг. | США         | «Аполлон-10»                  |
| 21 июля 1969        | Первый полёт к Луне с высадкой на её поверхность — Нил Армстронг, Эдвин Олдрин, Майкл Коллинз (высаживались первые двое, Коллинз оставался в корабле на орбите). | США         | «Аполлон-11»                  |
| 13—16 октября 1969  | Первый групповой полёт трёх пилотируемых космических кораблей. Планировалась стыковка двух и съёмка этого процесса с третьего, но главная задача миссии сорвалась, стыковка не состоялась. | СССР        | «Союз-6», «Союз-7», «Союз-8»  |
| 19 ноября 1969      | Первое рандеву на поверхности Луны (космонавтов с пилотируемого корабля и ранее севшей АМС) | США         | «Аполлон-12» / «Сервейер-3»   |
| 11 апреля 1970      | Первая сорвавшаяся лунная миссия США. Джеймс Ловелл, Джон Суайгерт и Фред Хейз стартовали 11 апреля в 13 часов 13 минут, а 13 апреля на подлёте к Луне в корабле взорвался кислородный баллон. Высадка космонавтов не состоялась, они чудом вернулись живыми. Ловелл — первый из трёх землян, дважды летавший к Луне. Кроме того, из-за аварии корабль не вышел на орбиту Луны и обогнул её по параболической траектории, результатом этого стало максимальное в истории удаление людей от Земли — чуть более 400 тысяч километров. | США         | Аполлон-13                    |
| 24 сентября 1970    | Первый автоматический забор грунта Луны и доставка его на Землю | СССР        | «Луна-16»                     |
| 23 ноября 1970      | Первый дистанционно управляемый самоходный аппарат на Луне | СССР        | «Луноход-1»                   |
| 12 декабря 1970     | Первый орбитальный рентгеновский телескоп | США         | Uhuru                         |
| 15 декабря 1970     | Первая мягкая посадка на Венере | СССР        | «Венера-7»                    |
| 23 апреля 1971      | Первая орбитальная станция | СССР        | «Салют-1»                     |
| 6 июня 1971         | Первая долговременная экспедиция на орбитальную станцию. И первая гибель всего экипажа при посадке 30 июня — Георгий Добровольский, Владислав Волков, Виктор Пацаев | СССР        | «Союз-11» — «Салют-1»         |
| 14 ноября 1971      | Первый искусственный спутник Марса | США         | «Маринер-9»                   |
| 27 ноября 1971      | Первый аппарат на поверхности Марса | СССР        | «Марс-2»                      |
| 2 декабря 1971      | Первая мягкая посадка АМС на Марс | СССР        | «Марс-3»                      |
| 3 марта 1972        | Первый аппарат, преодолевший притяжение Солнца | США         | «Пионер-10»                   |
| 21 апреля 1972      | Первый человек, который при втором полёте к луне успешно на неё высадился — командир корабля Джон Янг | США         | Аполлон-16                    |
| 15 июля 1972        | Первый аппарат, достигший пояса астероидов | США         | «Пионер-10»                   |
| 15 февраля 1973     | Первый аппарат, пересекший пояс астероидов и достигший тем самым Внешней Солнечной Системы | США         | «Пионер-10»                   |
| 4 декабря 1973      | Первый пролёт около Юпитера | США         | «Пионер-10»                   |
| 1 января 1974       | Первый раз люди встречают Новый год в космосе — Джеральд Карр, Эдвард Гибсон, Уильям Поуг. Первый полёт продолжительностью почти 3 месяца (84 дня). Рекорд был побит на Салюте-6 уже после окончания гонки, в 1977 году. | США         | «Скайлэб»                     |
| 29 марта 1974       | Первый пролёт около Меркурия | США         | «Маринер-10»                  |
| 15 июля 1975        | Первый совместный международный пилотируемый полёт и стыковка космических аппаратов двух государств. Экипажи — Томас Стаффорд, Вэнс Бранд и Дональд Слейтон (Аполлон), Алексей Леонов и Валерий Кубасов (Союз-19). | СССР · США  | «Союз — Аполлон»              |

## Трагедии
В истории космической гонки нашлось место трагическим событиям.
23 марта 1961 при тренировках в барокамере в атмосфере чистого кислорода сгорел космонавт первого отряда Валентин Бондаренко. Через 6 лет эта трагедия в точности повторилась в Америке.
27 января 1967 года во время наземных испытаний американского корабля «Аполлон-1» возник пожар, во время которого погибли все три члена экипажа — Вирджил Гриссом, Эдвард Уайт и Роджер Чаффи. В кабине корабля был чистый кислород.
24 апреля 1967 года совершив полёт на новом корабле «Союз-1», Владимир Комаров погиб при посадке из-за неисправности парашютной системы спускаемого аппарата (следует заметить, что на этом корабле планировалась посадка также ещё двух космонавтов, которые должны были перейти на него после стыковки из корабля «Союз-2», старт которого был отменён в последний момент из-за проблем с «Союзом-1»).
15 ноября 1967 года пилот самолёта-ракетоплана North American X-15 Майкл Адамс достиг высоты более 81 км, но при спуске самолёт разрушился и пилот погиб. Вскоре программа была закрыта.
30 июня 1971 года при приземлении «Союза-11» произошла разгерметизация спускаемого аппарата. Погибли все три члена экипажа — Георгий Добровольский, Владислав Волков, Виктор Пацаев.
Ещё несколько американских астронавтов — Роберт Лоуренс, Клифтон Уильямс, Чарльз Бассетт, Эллиот Си и Теодор Фримен разбились на тренировочных самолётах в 60-е годы, и хотя в космос они не летали, их имена увековечены на «Космическом зеркале» (мемориал погибшим астронавтам на мысе Канаверал). Там же находится и имя Майкла Адамса, посмертно удостоенного звания астронавта. Как ни странно, нет там имени Джозефа Уокера — единственного, кто поднимал Х-15 выше 100-км отметки, то есть реально совершил суборбитальные полёты (дважды). Он погиб за год до Адамса, но на другом самолёте.
С 1971 года и до окончания космической гонки ни в советской, ни в американской космической программе катастроф с человеческими жертвами больше не происходило, а две катастрофы с гибелью нескольких космонавтов произошли в США с многоразовыми кораблями «Спейс Шаттл» уже после окончания «космической гонки» («Челленджер» в 1986 и «Колумбия» в 2003 гг.). В обоих случаях погиб весь экипаж (оба экипажа — по 7 человек).

## Наследие

### Новое в технологии и образовании
В период космической гонки стремительно развивались авиакосмическая техника и электроника, однако влияние космических технологий сказалось и на многих других областях науки и экономики.
Озабоченное резким прорывом Советского Союза американское правительство предприняло ряд серьёзных шагов для ликвидации отставания. В частности, в 1958 году был принят Закон об образовании для нужд национальной обороны, согласно которому было резко увеличено финансирование образования в стратегически важных областях науки, таких как математика и физика. На сегодняшний день более 1200 школ имеют собственный планетарий.
Многие разработки того времени нашли применение и в быту. Еда быстрого приготовления, технологии упаковки и пастеризации пищевых продуктов, непромокаемая одежда, незапотевающие лыжные очки и многие другие вещи имеют своим истоком технологии, разработанные для применения в космосе.
На земной орбите находятся тысячи спутников, обеспечивающих связь, наблюдающих за погодой, ведущих геологические изыскания, а достижения микроэлектроники, сделавшие это возможным, используются теперь и на Земле — в самых разных областях, вплоть до индустрии развлечений.

### Последующие события
В некоторой мере малой космической гонкой можно считать превращение в «космические державы» нескольких других стран, достигших возможности вывода спутников национальными ракетами-носителями начиная с 1960-х гг.
Некоторым очевидным инерционным продолжением большой американо-советской космической гонки можно считать создание пилотируемых многоразовых транспортных космических систем: первой — в США «Спейс Шаттл» (которая была введена в регулярную эксплуатацию с 1981 года), второй — в СССР «Энергия»-«Буран» (по которой только произведены беспилотные испытания: ракеты-носителя в 1987 году и всей системы в 1988 году, после чего программа была заморожена).
Предпосылки для возобновления большой космической гонки появились ближе к концу XX века, когда Европейское космическое агентство (ЕКА), введя в штатную эксплуатацию семейство ракет-носителей «Ариан», вырвалось вперёд в области коммерческих запусков, а также пыталось составить серьёзную конкуренцию паре Россия-США в области исследования космоса и стать коллективной третьей «космической сверхдержавой». У Европы имелась (но была отменена) реальная объединённая пилотируемая космическая программа по созданию запускаемых на ракете-носителе «Ариан-5» крылатого многоразового космического корабля «Гермес» и орбитальной станции «Колумбус», были технические предложения отдельных стран по созданию крылатых многоразовых транспортных космических систем следующего поколения (немецкий Зенгер-2, британский HOTOL и др.), а в настоящее время используются собственные модуль международной станции МКС и автоматический грузовой космический корабль, разрабатывался (к 2018 году) собственный европейский многоцелевой пилотируемый космический корабль CSTS. Кроме того, ЕКА использовало для своих астронавтов в полётах американских «Шаттлов» свой неотделяемый модуль-станцию «Спейслэб», посылало АМС к комете (первой, наряду с СССР и Японией), Марсу (с мягкой посадкой, первой после СССР и США), Венере и выступило с амбициозным планом «Аврора», предусматривающим в конечном итоге экспедиции на Луну и высадку на Марс после 2030 года.
В настоящее время, ввиду наличия собственных нередко аналогичных и конкурирующих национальных программ, в некоторой степени можно считать, что в космической гонке, помимо Европы, участвуют также другие старые и новые «игроки». В то же время реализуется множество международных космических проектов, главным из которых является большая орбитальная станция МКС.
Наследница СССР, Россия, помимо разработки ряда новых ракет-носителей (в том числе частично-многоразовых и частично-крылатых), в настоящее время создаёт новый  многоцелевой пилотируемый космический корабль (ППТС, позже «Федерация», ныне «Орёл») и объявила о прочих планах и программах, в том числе: пилотируемые полёты вокруг Луны после 2020 года (для космических туристов) и на Луну после 2025 года. Тем самым сделана заявка на выигрыш в «лунной гонке за второе место» (с Китаем, Европой, Японией, Индией), а при благоприятном стечении обстоятельств — и за выигрыш в «лунной гонке за возвращение на Луну» (с США).
В США после амбициозной программы «Созвездие», свернутой в феврале 2010 года, разрабатывается многоцелевой исследовательско-прикладной пилотируемый корабль «Орион», призванный как заменить систему «Спейс Шаттл» для околоземных полётов с 2023 года, так и (в системе с разрабатываемой новой сверхтяжёлой ракетой-носителем «SLS») обеспечить пилотируемые полёты на Луну с 2021—2023 годов, к астероидам с 2026 года и на Марс после 2030 года.
Первый беспилотный тестовый полёт с помощью носителя "Дельта 4 Хэви" состоялся 5 декабря 2014 года.
Из других стран, имеющих собственные развитые космические программы, следует упомянуть Японию, Китай и Индию.
Космическая программа Китая была начата запуском первого собственного спутника в 1970 году, а уже в 1970-е он третьим в мире достиг технологии возвращения спутников и имел нереализовавшиеся планы стать третьей в мире «космической сверхдержавой». Реально ею Китай стал в 2003 году, начав независимые пилотируемые орбитальные полёты с корабля «Шэньчжоу-5». Китай имеет разнообразные ракеты-носители, обширный набор прикладных спутников, запустил АМС к Луне, создал собственную пилотируемую орбитальную станцию Тяньгун-1. Также заявлена обширная космическая программа, включающая в ближайшем будущем полёты АМС к Марсу, создание тяжёлых ракет-носителей и в отдалённом будущем — крылатых многоразовых транспортных космических системы следующего поколения, пилотируемые полёты к Луне (после 2030 года) со строительством лунной базы (к 2050 году), что в случае нереализации заявленных Россией аналогичных планов может сделать Китай победителем в «лунной гонке за второе место» (второй страной, обеспечившей высадку на Луну). Кроме того, в 2007 году Китаем было проведено испытание противоспутниковой ракеты, что вызвало серьёзную обеспокоенность США.
Япония с 1970 года запускает научные и прикладные спутники, разработала лёгкие и средние ракеты-носители, собственный модуль МКС и автоматический грузовой космический корабль для неё. Первым после СССР и США, Японское агентство аэрокосмических исследований запустило АМС к Марсу, а с 2007 года начало орбитальные исследования Луны космическим зондом «Кагуя». Имевшиеся японские проекты по созданию крылатых многоразовых пилотируемых космических кораблей (начавший реализовываться проект корабля «Hope», запускаемого на обычной ракете-носителе, и проекты перспективных полностью крылатых систем следующего поколения) отменены, но в японских космических планах и программах остаются пилотируемые полёты с 2025 года и лунная база после 2030 года.
Индийская организация космических исследований, основанная в 1972 году и обеспечившая вступление Индии в «космический клуб» в 1980 году, имеет на вооружении лёгкие и средние ракеты-носители и разнообразные спутники. Индия в 2008 году послала к Луне первую АМС «Чандраян-1» с целью трёхмерного топографирования и составления карты химических элементов поверхности.
Также у Индии имелись планы по созданию собственного космического корабля к 2015 году (что делает её наиболее реальным претендентом на статус четвёртой в мире «космической сверхдержавы»), тяжёлых обычных носителей и многоразовых крылатых носителей, по отправке лунохода, АМС к Марсу и даже по совместным или независимым пилотируемым полётам к Луне в отдалённом будущем (после 2025—2030 гг.).
Планы по созданию собственного космического корабля для независимых пилотируемых орбитальных полётов заявили также Иран (к 2021 г. — что делает его претендентом на статус пятой «космической сверхдержавы» в случае затягивания реализации европейских и неускорения японских планов по пилотируемым космическим кораблям), а также КНДР, Турция, Малайзия.
Космическая гонка между Северной и Южной Кореей в 2010-х за первенство в космосе.
Бразилия и ряд других стран также продолжают малую космическую гонку за становление новыми «космическими державами», имеющими возможность независимого вывода спутников собственными ракетами-носителями.

### Коммерция в космосе

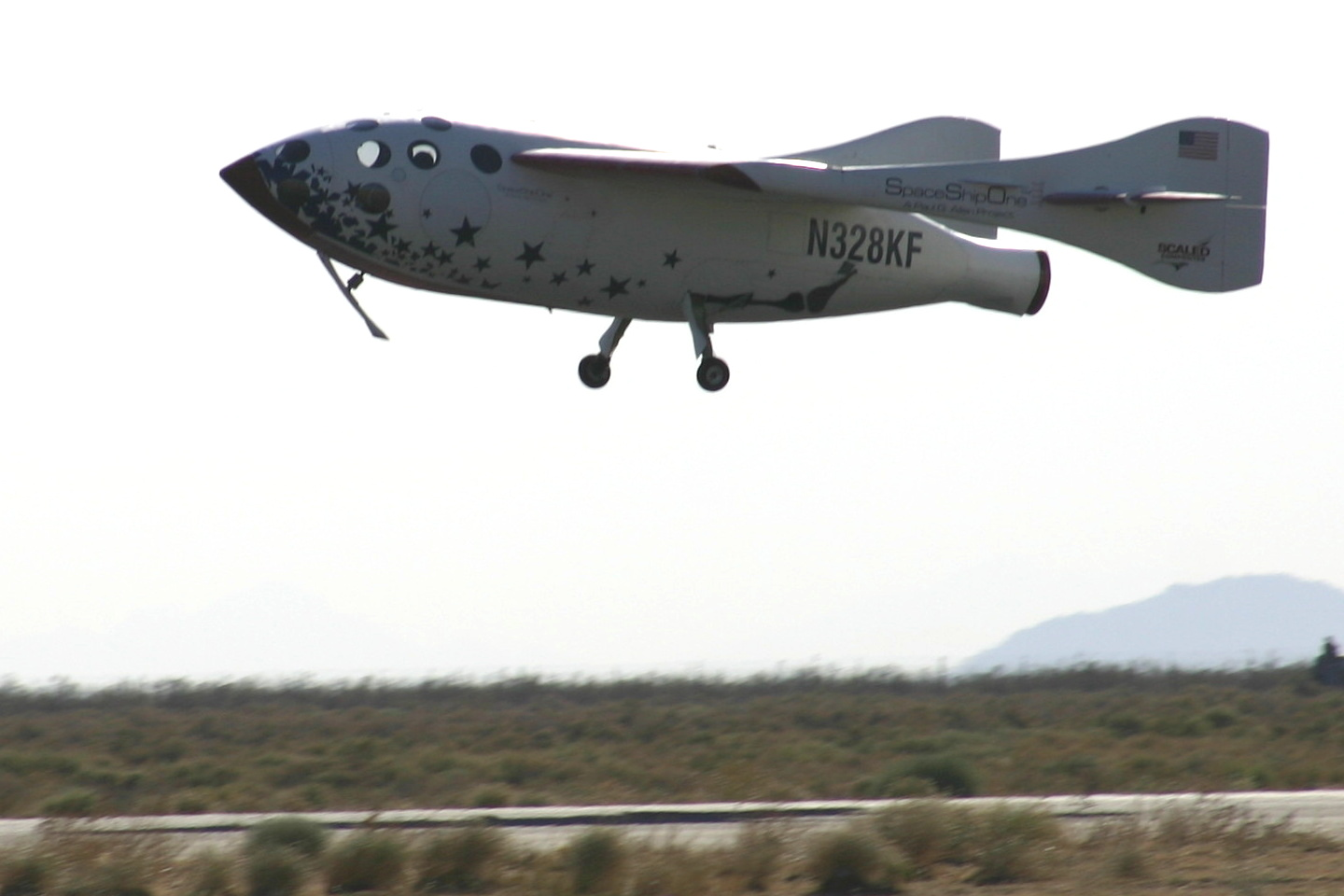
SpaceShipOne на приземлении

Первой гонкой в области коммерциализации космических услуг стало соревнование за предоставление разным странам и частным компаниям возможностей вывода прикладных спутников ракетами-носителями разных стран и объединений, где первоначально лидерство захватило ЕКА с носителями «Ариан», а затем сильную конкуренцию ей составили предложения России, США, Китая, Индии, а также международных консорциумов («Морской старт», «Воздушный старт», «Наземный старт» и т. д.). Кроме того, существует ещё несколько частных проектов по разработке более дешёвых способов вывода на орбиту.
Развитие авиакосмических технологий сделало возможным и такой вид конкурирующей коммерции, как космический туризм, когда в полётах в космос могут за определённую сумму участвовать частные лица. Фонд X Prize предложил приз в 10 млн долларов в гонке за разработку суборбитального пилотируемого летательного аппарата. Приз был получен разработчиками аппарата SpaceShipOne, которые, так же как и несколько других частных фирм, продолжают разработку туристических суборбитальных и орбитальных космических кораблей с планами начала регулярной эксплуатации в ближайшем будущем.

#### Программы НАСА по коммерциализации космоса
COTS (Commercial Orbital Transportation Services) 
CRS (Commercial Resupply Services)

## XXI век
По мнению наблюдателей, успешное применение Украиной системы Starlink во время войны на Украине дало старт новой космической гонке. Европа, Россия и Китай пытаются создать собственные аналогичные спутниковые системы, однако, по мнению еженедельника The Economist, благодаря разработкам компании Starlink, США лидируют в этой гонке с большим отрывом.